# Jake Garn
Edwin Jacob Garn dit Jake Garn est un astronaute américain né le 12 octobre 1932. Il fut également un homme politique, membre du parti républicain, maire de Salt Lake City de 1972 à 1974 et sénateur de l'Utah au Congrès des États-Unis de 1974 à 1993.

## Biographie

### Vols réalisés
Il réalise un unique vol comme spécialiste de charge utile le 12 avril 1985, lors de la mission Discovery STS-51-D.

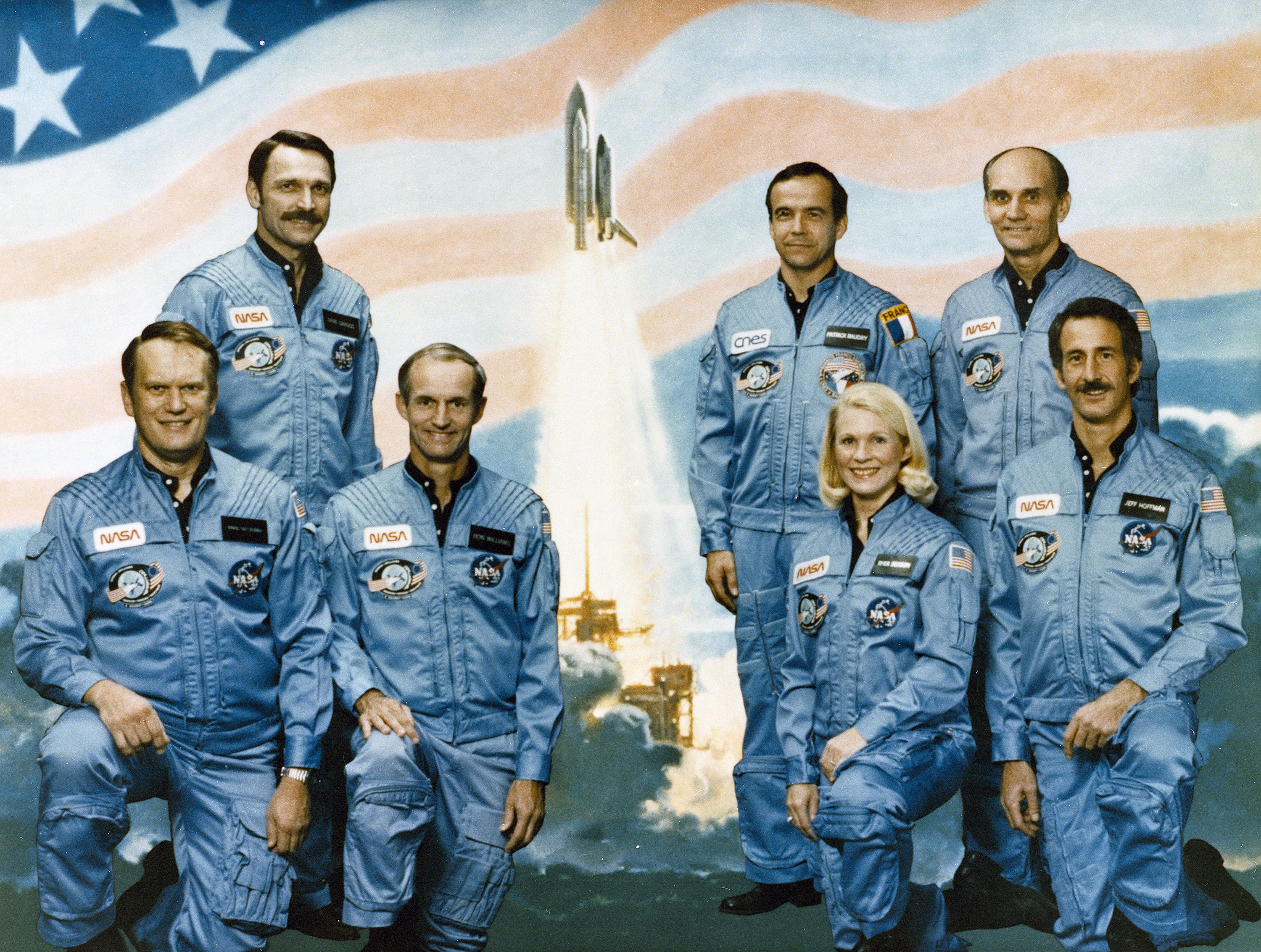
Equipage de la mission STS-51-D, Jake Garn est au second rang à droite à côté de Patrick Baudry.